# Tommaso Lorenzone

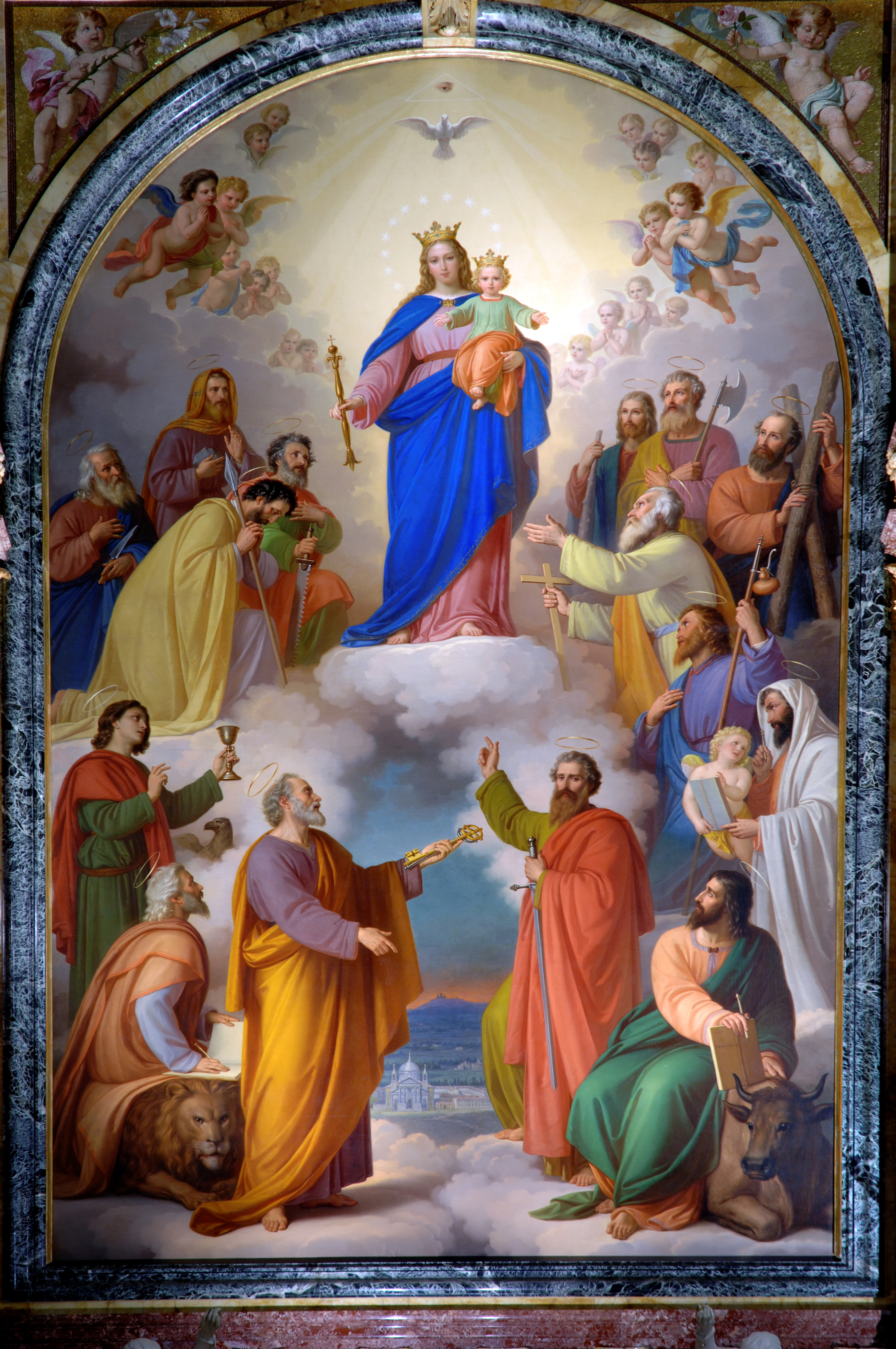
Retablo de María Auxiliadora, obra realizada por Tommaso Lorenzone en 1865 y conservada en el santuario de María Auxiliadora de Turín.

Tommaso Andrea Lorenzone (Pancalieri, 13 de febrero de 1824 – Turín, 6 de junio de 1902) fue un pintor italiano.

## Biografía
Estudió en la Academia Albertina de Turín y era parte de la corte de María Adelaida de Habsburgo-Lorena, reina consorte de Cerdeña. Creó algunos de los retratos de los miembros de la familia real, entre los cuales destacan los retratos de María Teresa de Austria y de Víctor Manuel I.
Fue también pintor de arte sacro, y por ello fue llamado por Don Bosco para realizar el retablo de María Auxiliadora (1865) del Santuario di Maria Ausiliatrice. Luego se le encargó continuar con una obra complementaria en el ala oeste; el retablo de la Sagrada Familia (1873) en el mismo templo en el barrio de Valdocco en Turín.